# Giorgi Margwelaszwili (szachista)
Giorgi Margwelaszwili (ur. 9 lutego 1990 w Tbilisi) – gruziński szachista, arcymistrz od 2010 roku.

## Kariera szachowa
Wielokrotnie reprezentował Gruzję na mistrzostwach świata i Europy juniorów w różnych kategoriach wiekowych, największy sukces odnosząc w 2004 r. w Ürgüpie, gdzie zdobył tytuł mistrza Europy do 14 lat. Dwukrotnie (2003, 2006) reprezentował narodowe barwy na olimpiadach juniorów do 16 lat, w 2006 r. zdobywając dwa medale (srebrny wspólnie z drużyną oraz brązowy, za indywidualny wynik na I szachownicy).
Normy na tytuł arcymistrza wypełnił w latach Schaumburgu (2006, turniej North American Spring GM, dz. III m. za Wiktorem Michalewskim i Witalijem Hołodem, wspólnie z Jurijem Szulmanem), Tbilisi (2008, indywidualne mistrzostwa Gruzji, srebrny medal po porażce w finale z Lewanem Panculają) oraz w Puerto Madryn (2009, mistrza świata juniorów do 20 lat, dz. VI-IX m.).
W 2004 r. zwyciężył (wspólnie z Dawitem Magalaszwilim) w turnieju B memoriału Tigrana Petrosjana, rozegranego w Tbilisi. W 2005 r. zajął II m. (za Lewonem Babujanem) w Sewanie. W 2007 r. podzielił II m. (za Michaiłem Gurewiczem, wspólnie z m.in. Lewanem Panculają, Eltajem Safarlim i Dawidem Arutinian) w otwartym turnieju w Stambule oraz zdobył w Tbilisi tytuł mistrza Gruzji juniorów do 18 lat. W 2009 r. zdobył w Tbilisi złoty medal mistrzostw Gruzji juniorów do 20 lat, natomiast W 2010 r. zajął II m. (za Timurem Gariejewem) w kołowym turnieju UWI Masters w Kingston.
Najwyższy ranking w dotychczasowej karierze osiągnął 1 października 2012 r., z wynikiem 2582 punktów zajmował wówczas 6. miejsce wśród gruzińskich szachistów.